# Acacia sertiformis
Acacia sertiformis é uma espécie de leguminosa do gênero Acacia, pertencente à família Fabaceae.